# 高砂発電所
高砂発電所（たかさごはつでんしょ）は兵庫県高砂市梅井6-5-1にかつてあった関西電力の石油火力発電所。

## 概要
1969年（昭和44年）11月19日に起工式が行われ、1971年（昭和46年）に1、2号機が運転を開始したが、原油価格の高騰や老朽化などにより2006年（平成18年）に廃止された。
当発電所の東側には、電源開発高砂火力発電所がある。また発電所の北側には関西電力の変電所があり、そこから北へ送電線が延びている。
当発電所の跡地を使って、老朽化した電源開発高砂火力発電所を建て替える計画があった。しかしながら、関西エリアの電力需要の減少が見込まれることから、更新計画は2018年（平成30年）に断念された。

## 廃止された発電設備
- 総出力：90万kW
- 敷地面積：34万m2

1号機（廃止）
定格出力：45万kW
使用燃料：重油、原油
ボイラー：三菱重工
タービン：三菱重工
発電機：三菱電機
営業運転期間：1971年9月18日 - 2006年
2号機（廃止）
定格出力：45万kW
使用燃料：重油、原油
ボイラー：三菱重工
タービン：三菱重工
発電機：三菱電機
営業運転期間：1971年10月29日 - 2006年

## 発電所としての特徴
- 中央制御室
- 蒸気タービン：毎分3,600回転で、直結している発電機を回す。蒸気は海水で冷やされるが、温排水は海中の生態系には影響しない。
- 変圧器：発電機で発電した16,000Vの電気を変圧器で275,000Vに上げて各変電所へ送る。
- ボイラー：窒素酸化物を少なくするために二段燃焼させる。高さ60メートルのボイラーで水を高温　高圧の水蒸気に変えタービンへ送る。燃料は主に重油、原油を使用していた。
- 排煙脱硫装置
- 排煙脱硝装置
- 電気集じん器
- 燃料タンク
- 煙突：排ガスの地上への影響を少なくするため高いところから放出している。煙突の高さは180mある。
- 敷地内には池があり鯉や鴨を飼っていたり、トンボの生態の観察もできた。

## アクセス
- 山陽電鉄伊保駅から車で15分

## その他
- 電遊館「たかさご」が併設されており、職員による施設の説明やまたビデオ上映を行ってから実地見学を行っていた。また電気の仕組みを学んでもらうためにサイクルエネルギーレースや放電球レーザー迷路また電気の仕組みを利用した展示などがあった。
- 当発電所でかつて使用されたタービンは、現在南港発電所隣接のエルシティー館で展示され一般に公開されている。
- 発電所の南側の敷地内の護岸は釣り場として開放されており、釣り人のために駐車場とトイレが完備されている。